# 에밀리오 가비라

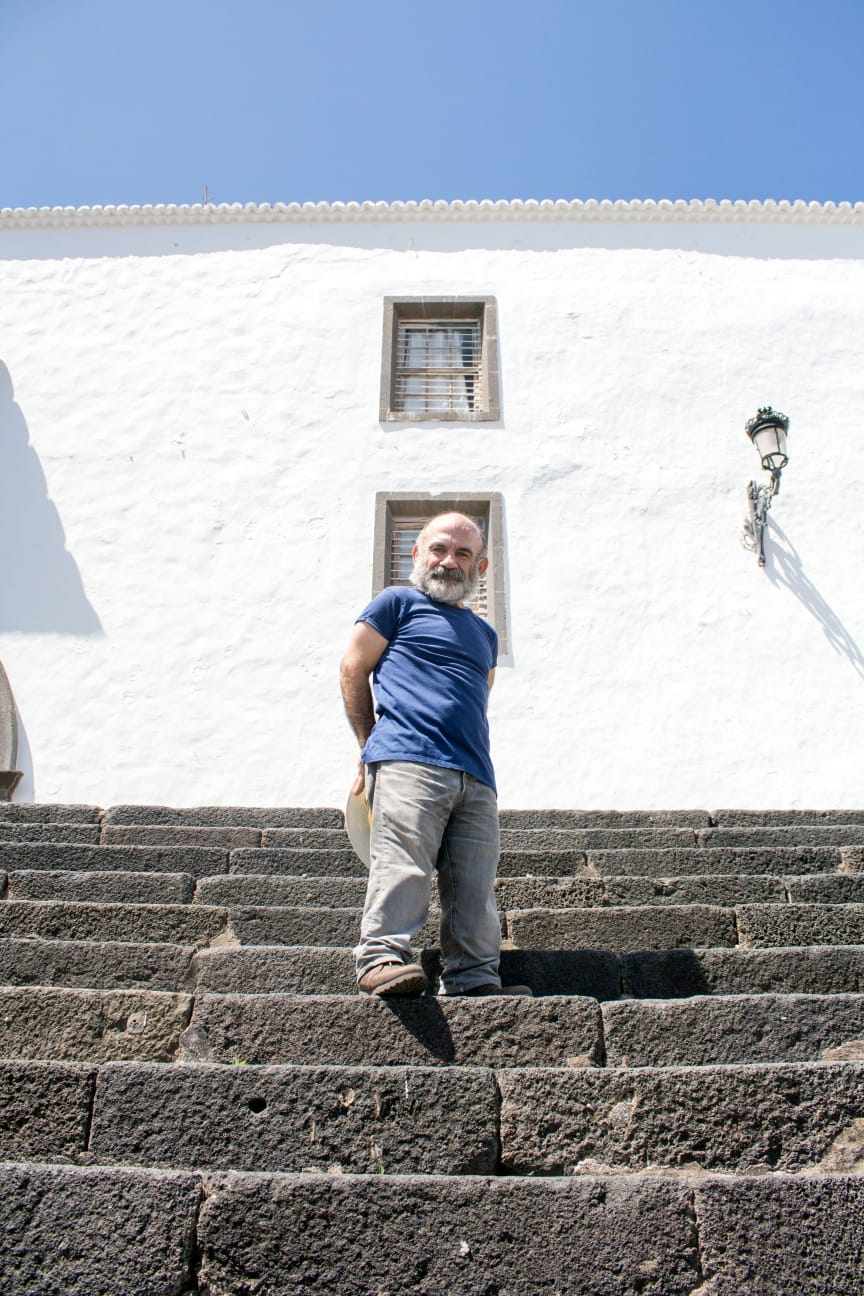

에밀리오 가비라(Emilio Gavira, 1964년 12월 14일~)는 스페인의 배우, 가수, 텔레비전 배우이다.

## 영화
- 신을 죽여라(2017년)
- 프란치스코(2015년) - 알프레도 역
- 백설공주의 마지막 키스(2012년)
- 위대한 잠비니(2005년)
- 못말리는 첩보원 얼마나 황당한 영화인지(2003년)